# Коломинские Гривы
Коломинские Гривы — село в Чаинском районе Томской области России. Административный центр Коломинского сельского поселения. Население 686 чел. (2021) .

## География
Расположено в 40 км к востоку от районного центра — села Подгорное, в 240 км к северо-западу от областного центра — города Томска. Возле села находится исток р. Кулега 2-я, на ней сделаны два пруда.
Климат
Село находится на территории, приравненной к районам Крайнего Севера. В селе Коломинские Гривы умеренно-холодный климат. Значительное количество осадков, даже в засушливые месяцы часто бывает дождь. По классификации климатов Кёппена — влажный континентальный климат с равномерным увлажнением и тёплым летом (индекс Dfb). Средняя температура равна −1.0 °C, среднегодовая норма осадков — 483 мм.
| Показатель                    | Янв.  | Фев.  | Март  | Апр. | Май  | Июнь | Июль | Авг. | Сен. | Окт. | Нояб. | Дек.  | Год  |
| ----------------------------- | ----- | ----- | ----- | ---- | ---- | ---- | ---- | ---- | ---- | ---- | ----- | ----- | ---- |
| Средний суточный максимум, °C | −15,2 | −13,1 | −3,4  | 5,1  | 13,9 | 21,3 | 24,4 | 20,3 | 14,0 | 3,5  | −6,5  | −12,8 | 4,3  |
| Средняя температура, °C       | −19,6 | −18,4 | −9,6  | −0,5 | 7,8  | 15,0 | 18,2 | 14,6 | 8,9  | −0,1 | −10,5 | −17,2 | −1   |
| Средний суточный минимум, °C  | −24   | −23,6 | −15,7 | −6   | 1,8  | 8,8  | 12,0 | 9,0  | 3,8  | −3,7 | −14,4 | −21,5 | −6,1 |
| Норма осадков, мм             | 24    | 16    | 17    | 26   | 50   | 58   | 66   | 66   | 49   | 46   | 37    | 28    | 483  |
| Источник:                     |       |       |       |      |      |      |      |      |      |      |       |       |      |

## История
Первые поселенцы на территории села Коломинские Гривы появились в 1924 году, в 1930—1931 годах сюда доставили первых ссыльных из Алтая. В 1931 г. в селе было организовано отделение трудового поселения МВД, создана комендатура. В том же году организованы 4 артели, а в 1932 г. все артели были объединены в артель с названием «Родина», в которую вошли 96 хозяйств. В последующий период образовались 3 колхоза: «Серп», «Родина» и «Культура». Была создана машинно-тракторная станция.
С начала 1942 года колонистов, достигших 18-летнего возраста снимали с учёта, но паспортов не выдавали, мужчин призывали в армию, шла Великая Отечественная война. 24 января 1943 года Указом Президиума Верховного Совета РСФСР «Об образовании сельсоветов в Нарымском округе» в составе Чаинского района был образован Коломино-Гривенской сельский Совет с центром в поселке Коломенские Гривы.
В 1950 году произошло укрупнение колхозов, в результате образовался один колхоз, который был назван колхоз имени Жданова.
20 августа 1960 г. на базе 6 колхозов (в селах Коломинские Гривы, Васильевка, Чемондаевка, Сухой Лог, Леботер, Ермиловка) и Коломинской МТС был организован совхоз «Коломинский». В 1982 г. совхоз «Коломинский» был переименован в совхоз им. 60-летия Союза ССР. Через 10 лет, в 1992 г. совхозу вновь вернули прежнее название — госхоз «Коломинский».

## Население
| 1938  | 1940  | 1956  | 1995  | 1996  | 1997  | 1998  |
| ----- | ----- | ----- | ----- | ----- | ----- | ----- |
| 1257  | ↗1372 | ↘1105 | ↘1049 | ↘1048 | ↘1036 | ↗1047 |
| 1999  | 2002  | 2010  | 2012  | 2013  | 2014  | 2015  |
| ↘1031 | ↘914  | ↘832  | ↘812  | ↘790  | ↘772  | ↘761  |
| 2021  |       |       |       |       |       |       |
| ↘686  |       |       |       |       |       |       |

## Инфраструктура
Школа, носит имя знатного земляка, Героя Советского Союза Александра Филипповича Мусохранова.
Администрация сельского поселения.
Улицы: Больничная, Горная, Заовражная, Зелёная, Ленина, Мира, Мусохранова, Новая, Обская, Овражная, Предовражная, Рабочая, Сибирская, Советская, Совхозная. Переулок Парковый.

## Транспорт
Подъездная дорога на Северный широтный коридор.